# Luís Gomes (ciclista)
Luis Gabriel Silva Gomes (Vila Nova de Gaia, 7 maggio 1994) è un ciclista su strada portoghese, attivo in formazioni UCI dal 2017 al 2024 e vincitore di tre tappe alla Volta a Portugal.

## Palmarès
- 2019 (Rádio Popular-Boavista, una vittoria)

7ª tappa Volta a Portugal (Braganza > Serra do Larouco)
- 2020 (Kelly-Simoldes-UDO, una vittoria)

1ª tappa Volta a Portugal (Montalegre > Viana do Castelo)
- 2022 (Kelly-Simoldes-UDO, una vittoria)

7ª tappa Volta a Portugal (Santo Tirso > Braga)
- 2023 (Kelly-Simoldes-UDO, due vittorie)

Clàssica Viana do Castelo
2ª tappa Grande Prémio Abimota (Oleiros > Vouzela)
- 2024 (GI Group Holding-Simoldes-UDO, una vittoria)

3ª tappa Grande Prémio Jornal de Notícias (Gondomar > Gondomar)

### Altri successi
- 2015 (Liberty Seguros-Carglass)

Classifica giovani Troféu Alpendre Internacional do Guadiana
- 2019 (Rádio Popular-Boavista)

Classifica scalatori Volta a Portugal
- 2020 (Kelly-Simoldes-UDO)

Classifica a punti Volta a Portugal
- 2023 (Kelly-Simoldes-UDO)

Classifica a punti Grande Prémio O Jogo